# Месершмит Bf 110
Месершмит Bf 110 је немачки ноћни ловачки авион, са два или три члана посаде, конструисан од стране Вилија Месершмита. Дугачак је 13,05 m а рапон крила му је 16,25 m док је површина крила 38,40 m². Попут Јункерса Ju 87, и код авиона Bf 110 се доста говорило о вредности авиона и оцени његових могућности. С обзиром на то да је Bf 110 ловачки авион, његова оцена при поређењу са савезничким једномоторним ловачким авионима је неповољна.

## Развој
Првобитно је развијен од стране фирме Бајерише Флугцојгверке АГ, која се бавила производњом авиона са ознака „Bf”, а потом од 1938, Месершмит АГ. Авион Bf 110 је био замишљен као ловачки авион дугог долета за пратњу бомбардерских формација.
Ипак, упркос предности у виду брзине, долета и ватрене моћи који су били врло прихватљиви, његове маневарске способности се нису добро показале у пракси, те он није био способан да се такмичи са покретним авионима као што су британски Спитфајер, а још теже са каснијим америчким ловачким авионом као што је био P-47 Тандерболт.
Херман Геринг је инсистирао на производњи овог авиона, упркос њиховим ограниченим маневарским способностима, док је саветовао да се истражју друге опције. Ову чињеницу потврђује то што је развој трајао скоро четири године, при чему су вршене разне промене пре његовог ступања у борбу 1940. године. Постоји мноштво верзија, не мање од 38, у виду којих је развијан током периода од 8 година. Произведено је укупно 6150 авиона  110.

### Добре карактеристике
- Релативно брз авион
- Пријатан и релативно лак за летење
- Добар долет (поготову са додатним резервоарима)
- Изузетно наоружан авион
- Солидне перформансе на великим висинама

### Лоше карактеристике
- Тром и слабих маневарских способности
- Слабо убрзава
- Споро се пење.

## Борбена употреба
Авион који су немци претенциозно назвали „разарач” и који се није по томе прославио. У ваздушним биткама није имао никаквих шанси са окретним ловачким авионима. Није постизао ни успех у дневним нападима на противничке бомбардере, јер није успевао до њих ни да стигне због ловачке пратње. У бици за Британију током 1940. коришћен је као пратња немачким бомбардерима због свог великог радијуса. Међутим ни ту се није прославио, није успевао ни себе да одбрани од енглеских ловаца. Пилоти ловци авиона Bf 109 нису знали кога пре да бране, да ли бомбардере или Bf 110 „разарача”.
Међутим ипак се ралативно доказао као ноћни ловац и ту је постизао добре резултате. Био је брз авион и јако наоружан, „растурао” је савезничке бомбардере без проблема под условом да им приђе довољно близу (бар 300—500 m).
Ипак, био је то леп авион, лак за летење и веома добро наоружан. Немачки пилоти су га као летелицу ценили међутим као двомоторни ловац био је тежак и тром. Имао је два члана посаде, пилота и радисту, који је уједно и пуцао из митраљеза за одбрану од напада од позади. Раније верзије Bf 110, а поготову верзија F биле су и солидно окретене, међутим са додавањем разних наоружања и јачих мотора постајао је све тежи и тромији. Без обзира на то производили су га све до 1945. године и користили га као ноћног ловца. Један од разлога је био и то што се наследник Месершмит Me 210 показао врло опасним, али за своју посаду (тотално нестабилан авион).
Верзија G је била тросед и ту је додат трећи члан посаде који је пуцао из тзв. „шраге мусик” (остале верзије су биле са два члана посаде). То је био изум немачких пилота, ноћних ловаца.
Све се сводило на то да се тококом ноћних напада лоцира радаром (тада је постојао несавршени радарски систем, 1944. год) непријатељска формација бомбардера. Затим би се пилоти прикрали испод формације бомбардера која се колико-толико видела на небу. Посада бомбардера је теже уочавала ноћне ловце зато што су они испод себе имали замрачене области немачке територије. Када би се нашли испод њих следила је канонада у слабо брањени доњи део бомбардера (махом у моторе). Резултати су били изврсни, али није било увек лако прићи.
Постојале су многе верзије и то од А па све до верзије H када је престала производња фебруара 1945. године. Побољшања су се сводила на уградњу јачих мотора и оружја, уградњу радара и додавање трећег члана посаде.

### Авион Bf 110 у Југославији
Дана 1. априла 1941. године један немачки Месершмит Bf-110C-4 je слетео на аеродром код Краљева због грешке у оријентацији. Овај авион је префарбан у југословенску камуфлажу и добио југословенске ознаке. После немачке инвазије 6. априла 1941. Овај авион је прелетео 8. априла 1941. из Краљева на ратни аеродром у Велике Радинце у Срему недалеко од Београда. Током слетања је погођен југословенском ватром из митраљеза са земље (забуна је била могућа јер војници ПВО нису знали за то да ВВКЈ поседује авион Bf-110 па су га сматрали немачким), недуго потом га је уништила на земљи посада аеродрома при повлачењу. Пилот је преживео пад авиона. Немачке окупационе снаге пронашле су остатке овог Bf-110C-4 након окупације Југославије. Овај авион су покретала два мотора Daimler-Benz DB 601A-1 снаге 1100 KS.

## Наоружање
Месершмит Bf 110 је био наоружан са два топа МК 108 30,0 mm и два топа  151/20 20,0 mm по потреби и са два топа  151/20 20,0 mm у кокпиту за трећег члана посаде „Шраге мусик”.
Митраљези:
- 2 x 20 mm MG FF/M топови
- 4 x 7,92
- 1 x 7,92

Овај авион је био у саставу армија Немачке, Мађарске, Италије и Румуније.

## Корисници
| - Трећи рајх - Мађарска - Италија - Румунија | - Совјетски Савез - Хрватска - Краљевина Југославија - Уједињено Краљевство |